# Gheorghe Mironescu

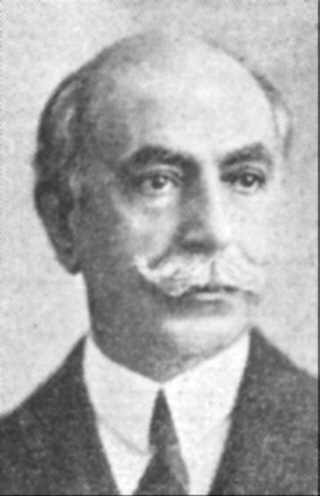
Mironescu in 1932

Gheorghe G. Mironescu, vooral bekend als G.G. Mironescu (Vaslui, 29 januari 1874 - Boekarest, 1949) was een Roemeens politicus.

## Vroege carrière
Gheorghe Mironescu werd geboren in Vaslui, in het Roemeense landsdeel Moldavië. Hij werd lid van de Nationale Boerenpartij (PNȚ) en behoorde tot de rechtse, autoritaire vleugel en bestreed de linkervleugel van de partij die werd aangevoerd Nicolae L. Lupu, Petre Andrei, Mihai Ralea en Armand Călinescu. Van 11 november 1928 tot 8 juni 1930 was hij minister van Buitenlandse Zaken in het eerste kabinet van premier Iliu Maniu.

## Kortstondig premierschap
In 1930 hadden Mironescu en Maniu de hand in de terugkeer van prins Carol. De prins werd met een vals paspoort Roemenië binnengeloodsd en op 7 juni herriep het Roemeense parlement de wet van 4 januari 1926, die prins Carol uitsloot van de troon. Maniu nam ontslag als premier en op 8 juni werd Mironescu premier (hij behield de ministerspost van Buitenlandse Zaken). Mironescu's kabinet werd verwelkomt door prins Nicolae, een lid van de regentschapsraad voor de minderjarige koning Michaël I van Roemenië, met de woorden:
"U bent geroepen om de droom van koning Ferdinand I te voltooien, en u allen bent daar het beste voor gekwalificeerd."
Het kabinet-Mirunescu zorgde er nog diezelfde dag voor dat prins Carol de troon kon bestijgen en als koning Carol II van Roemenië aan zijn regering kon beginnen. Twee leden van de regentschapsraad, Patriarch Miron Cristea en Constantin Sărățeanu, waren het niet met deze zet eens en dienden als protest hun ontslag in. Een constitutionele crisis dreigde, maar de impasse werd doorbroken toen de twee kamers van het parlement besloten dat Carol koning kon worden en Michaël de eretitel van Grootvojvode van Alba Iulia kreeg. De nieuwe koning Carol II moest echter wel zijn derde huwelijk met Elena Lupescu annuleren en weer terugkeren bij prinses Helena van Griekenland, zijn tweede vrouw. Nadat alles in orde was gebracht diende Mironescu zijn ontslag in waardoor de weg vrij was voor koning Carol II om een nieuw kabinet te benoemen.
Een van de prerogatieven van de nieuwe koning was het benoemen en ontslaan van een nieuwe regering. Koning Carol wilde aanvankelijk een brede coalitieregering, maar slaagde hier niet in. Hij benaderde Maniu om een kabinet te vormen, maar die weigerde aanvankelijk (zogenaamd om gezondheidsredenen, maar in werkelijkheid vanwege de aanhoudende relatie tussen koning en mevr. Lupescu). Generaal Constantin Prezan, die hierna werd benaderd door de koning kreeg niet de steun van de Nationaal-Liberale Partij (PNL). De koning deed hierna een dringend beroep op Maniu om toch een kabinet samen te stellen, hetgeen hij dan ook maar deed. Op 13 juni werd Maniu premier. Mironescu werd opnieuw minister van Buitenlandse Zaken.

## Tweede premierschap
Gheorghe Mironescu werd op 10 oktober 1930 opnieuw premier (en minister van Buitenlandse Zaken). Ion Mihalache (linkervleugel PNȚ) werd minister van Binnenlandse Zaken en Mihail Manoilescu (aanhanger van de koning) werd minister van Economische Zaken. Een van de maatregelen van het kabinet was het verbieden van de fascistische IJzeren Garde en de arrestatie van haar leider (Căpitanul) Corneliu Zelea Codreanu (korte tijd later weer vrijgelaten). Andere maatregelen die dit kabinet, dat tijdens de Grote Depressie regeerde, waren zeer impopulair, zoals het verlagen van de salarissen van ambtenaren en andere bezuinigingen, waardoor de populariteit van de IJzeren Garde en haar "revolutionaire" oplossingen. Op 19 april 1931 werd Mironescu als premier vervangen door Nicolae Iorga.
Op 6 juni 1932 keerde Mironescu als minister terug. Nu als minister van Financiën onder premier Alexandru Vaida-Voevod (tot 18 oktober 1933). Van 14 januari tot 14 oktober 1933 was Mironescu minister van Binnenlandse Zaken - weer onder Vaida-Voevod.

## Activiteiten tijdens deTweede Wereldoorlog
In het begin van 1943 kreeg Mironescu van premier Ion Antonescu - de pro-Duitse Conducator - het mandaat om de Hongaarse rijksregent Miklós Horthy het voorstel te doen om te onderhandelen over de grenzen tussen de beide landen. Antonescu was bereid enige territoriale concessies te doen ten gunste van Roemenië. Mironescu besprak ook met Horthy de gezamenlijke terugtrekking van Roemenië en Hongarije - beide lid van de asmogendheden - uit de strijd. Op 9 juni 1943 ontving hij graaf Miklós Bánffy, hoofd van een Hongaarse delegatie, in Boekarest om verder te praten over de terugtrekking van Hongarije en Roemenië uit de oorlog. De besprekingen liepen echter vast over de toekomstige status van Noord-Transsylvanië, toentertijd bestuurd door Hongarije.
Gheorghe G. Mironescu overleed in 1949.

## Verwijzing
1. ↑  Prins Carol was gescheiden van prinses Helena van Griekenland en daarna getrouwd met de Joods-rooms-katholieke, niet-adellijke, Elena Lupescu
2. ↑  De zoon van prins Carol